# Skråklippning
Skråklippning är en teknik inom väv- och textilarbeten. Genom att klippa långa remsor av ett vävt tyg, i 45° vinkel emot trådrakt, får man en speciellt mjuk och vacker yta på den väv som man sedan väver av remsorna.

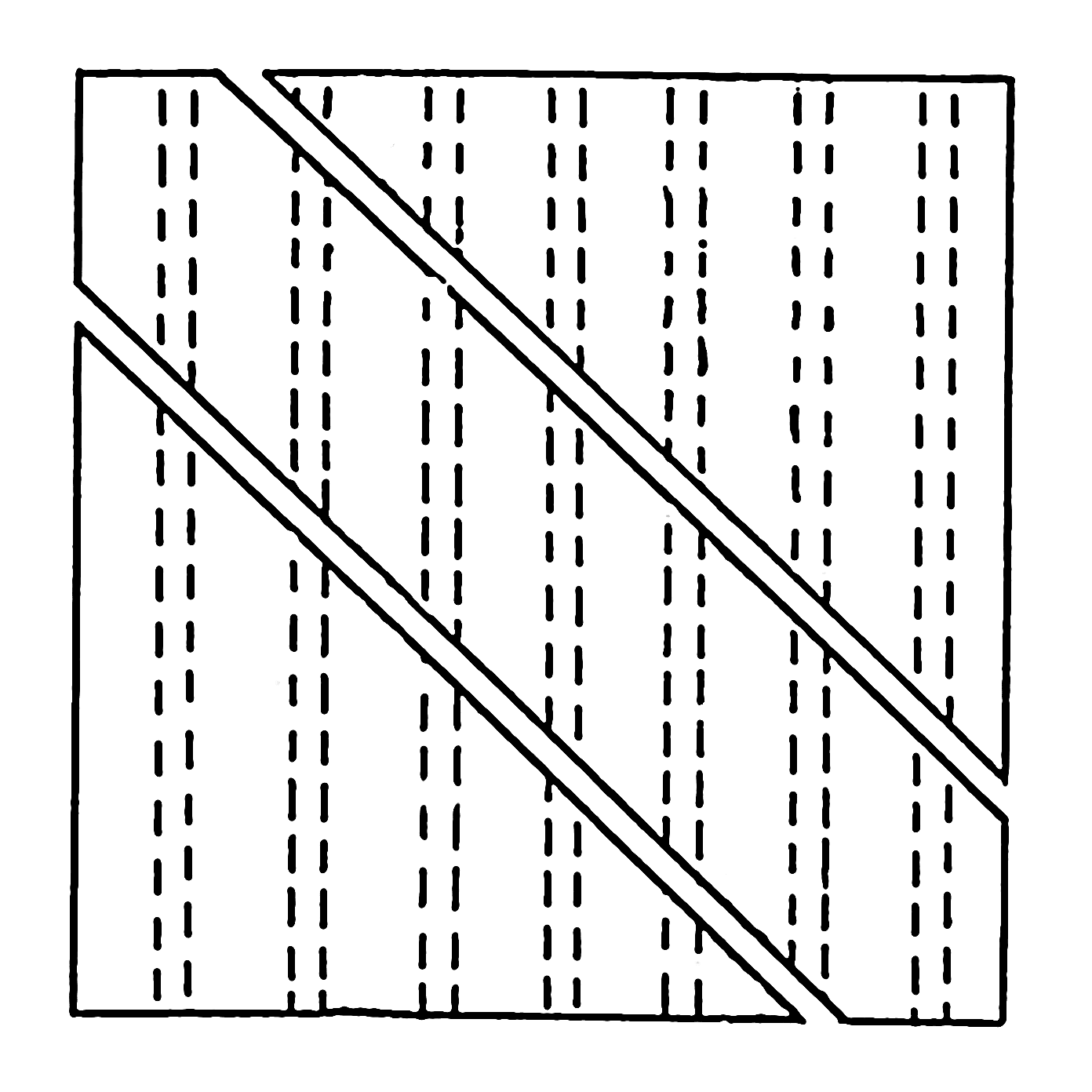
Skråklippning

Vid sömnad förekommer att man använder skråklippta band för att kanta svängda sömmar (till exempel ärmhålor), sk. sneband.